# The Ring 3
The Ring 3 (Rings) è un film del 2017 diretto da F. Javier Gutiérrez.
Il film è il sequel di The Ring 2, uscito nel 2005. È stato distribuito nelle sale cinematografiche statunitensi il 3 febbraio 2017, mentre in Italia è stata distribuito a partire dal 16 marzo 2017.

## Trama
Su un aereo diretto a Seattle, un passeggero,  Carter, rivela ad una ragazza di aver visto una settimana prima la videocassetta maledetta di Samara Morgan e si rende conto che il suo tempo scade quella sera stessa. La ragazza però crede che Carter sia pazzo e riferisce ciò alla sua amica Kelly: quest’ultima però ha visto la cassetta e, preoccupata, corre in bagno da Carter dove il ragazzo confessa che non ha una copia della cassetta. Ormai è troppo tardi: tutti gli schermi dell’aereo cominciano improvvisamente a trasmettere il video di Samara e l’aereo subisce dei malfunzionamenti causati dalla bambina stessa. Così, mentre l’aereo precipita, Samara uccide Carter.
Due anni più tardi, il professore universitario Gabriel Brown acquista un vecchio videoregistratore, una volta di proprietà di uno dei passeggeri e scopre la videocassetta all'interno. Nel frattempo, Julia saluta il suo ragazzo Holt che parte per il college ma dopo alcuni giorni non riesce più a contattarlo e inizia a preoccuparsi. Una notte una ragazza in preda al panico, Skye, contatta Julia tramite Skype comunicandole che sta cercando disperatamente Holt ma il ragazzo sembra scomparso. Julia si reca così all’università di Holt ed incontra Gabriel chiedendogli spiegazioni sulla scomparsa del ragazzo ma lui si dimostra molto evasivo. Julia decide quindi di seguirlo fino a una zona privata del college dove un gruppo di persone conosciute come "The Sevens" sono coinvolti in un esperimento che riguarda il video maledetto: guardano la cassetta e filmano se stessi passando poi la condanna ad un'altra persona, chiamata "coda".
Julia riconosce così Skye e le chiede aiuto per trovare Holt. La ragazza accetta ma prima, afferma, deve mostrarle qualcosa: Skye porta quindi Julia nel suo appartamento decisa a farle visionare il video di Samara poiché il suo tempo sta per terminare; Improvvisamente Skye riceve un messaggio da Holt, Julia se ne accorge e gli scrive. Holt, capendo che Skye vuole passare la maledizione a Julia, le obbliga di non guardare niente e, spaventata, la ragazza si chiude in bagno mentre Samara uccide Skye. Dopo essersi ricongiunta con Holt, il ragazzo svela il motivo del suo silenzio: non voleva che Julia fosse coinvolta con la cassetta maledetta. Lui e Skye dovevano aiutarsi a vicenda ma la “coda” di Skye non si era presentata. Holt ha guardato la cassetta dodici ore dopo Skye e Julia, per non vedere il suo ragazzo morire, decide di guardare la copia del video realizzata da Holt che le lascia impressa una visione di una porta e un segno bruciato sulla sua mano. I due giovani chiedono quindi aiuto a Gabriel che si accorge che la copia del video di Julia è più grande del solito. La ragazza lo riguarda e scopre nuovi frammenti dentro il filmato che suggeriscono il luogo di sepoltura del corpo di Samara.
Gabriel li dirige verso la città di Sacrament Valley, dove è stata sepolta la ragazzina mentre nel frattempo, dopo varie ricerche, scopre che il segno sulla mano di Julia è in braille e si accinge ad avvertire i ragazzi. Dopo essere arrivati in città, Julia e Holt si fermano presso una locanda dove Julia vede in un quadro una ragazza, già vista in una delle sue visioni. La proprietaria della locanda svela ai due che quella ragazza è Evelyn, scomparsa da trenta anni. Julia e Holt si dirigono quindi verso la chiesa, chiusa da tredici anni, e si spostano ad esplorare il cimitero per cercare la tomba di Samara. Si imbattono quindi in una tomba anonima, ma quando la rompono, la trovano vuota. Il guardiano quindi li conduce da un cieco di nome Burke, che sostiene che il corpo di Samara è stato sepolto dal sacerdote locale, ma un diluvio avvenuto poco dopo, ha portato la città a seppellirla in un campo. L'uomo nota inoltre il segno di Julia sulla mano.
Uscendo fuori dalla città, Julia e Holt si fermano a causa di un incidente d'auto e capiscono subito che Gabriel è coinvolto. Il professore cerca di mettere in guardia Julia, ma non ci riesce e rimane folgorato da un palo della luce che cade sopra l'auto. Dopo un'altra visione di Evelyn, Julia e Holt ritornano in città. Mentre Holt fa ricerche su Evelyn, Julia va alla chiesa seguendo le sue visioni. Arrivata sul posto scopre una camera nascosta sotto il campanile capendo così che Evelyn fu imprigionata lì per nove mesi, tenuta in cattività dal sacerdote dopo essere stata violentata prima che lei fuggisse. Julia scopre così che Evelyn era incinta di Samara e che il sacerdote ne è il padre.
Julia visita quindi Burke e spiega le sue scoperte; il cieco però improvvisamente la attacca, rivelando di essere il sacerdote e il padre biologico di Samara, e che accecò se stesso per sfuggire ai poteri di sua figlia. Julia lo spinge giù per le scale e si rinchiude nella sua camera da letto, scoprendo lo scheletro di Samara nascosto dietro un muro. Nel frattempo, Holt scopre anche lui la verità tramite la proprietaria della locanda e tornando in quest’ultimo luogo guarda nuovamente il quadro: nella fotografia c’è anche Burke, vestito da sacerdote. Si reca quindi da quest’ultimo, ma viene colpito alla testa, perdendo i sensi. In seguito Burke cerca di soffocare Julia fino alla morte, ma uno sciame di cicale si fionda su di loro, richiamando Samara attraverso il telefono di Julia. Samara quindi esce e rimuove la cecità di Burke così da ucciderlo. Infine Holt, ripresosi, crema insieme a Julia i resti di Samara.
Nella scena finale Julia e Holt tornano a casa. Mentre Julia è sotto la doccia, Holt nota il messaggio vocale di Gabriel, che lo avverte del messaggio in Braille sulla mano di Julia. Nel frattempo Julia nota sulla sua mano che il marchio non c’è più: la pelle si stacca da sola lasciando spazio ad una carnagione verdognola. Così, mentre Holt traduce il Braille, Julia comincia a tossire e un lungo filamento di capelli, da cui nasce una cicala, esce dalla sua bocca. Holt riesce a tradurre il braille: il suo significato è “rinascita”. Corre così da Julia, ma entrando nel bagno, vede il riflesso della ragazza sullo specchio: Samara. Mentre si fa capire che la maledizione di Samara non finirà mai, tantissime copie del video di Julia vengono inviate a tutta la lista dei suoi contatti diventando presto virali su internet.

## Accoglienza

### Incassi
La pellicola ha incassato a livello internazionale 83.1 milioni di dollari.

### Critica
Su Rotten Tomatoes, il film ha un indice di approvazione dell'8% basato su 116 recensioni e una valutazione media di 3.20/10.